# West Buechel (Kentucky)
Pour les articles homonymes, voir West Buechel.
West Buechel est une ville américaine située dans le comté de Jefferson, dans le Kentucky. Selon le recensement de 2020, sa population est de 1 370 habitants.